# Hjälmbönssläktet
Hjälmbönssläktet (Lablab) är ett växtsläkte i familjen ärtväxter med två arter. Hjälmbönan är av okänd härkomst och den är bara känd i kultur. Den odlas både som nytto- och prydnadsväxt.
Hjälmbönan är en flerårig ört som kan vara kal till hårig. Oftast har den klättrande stammar till ca 10 m, men upprätta typer förekommer också. Bladen har tre delblad, de är äggrunda, 4-15 × 4-10 cm, uddspetsga med tvärt skuren bas. Blommorna är purpur eller vita, 1,2-2,5 cm långa. Baljan är pappaersaktig, kal eller hårig.

Kladogram enligt Catalogue of Life:
| Lablab | \| \| Lablab prostrata \| \| \| \| \| \| Lablab purpureus \| \| \| \| |
|        | \| \| Lablab prostrata \| \| \| \| \| \| Lablab purpureus \| \| \| \| |
|        | Lablab prostrata                                                      |
|        |                                                                       |
|        | Lablab purpureus                                                      |
|        |                                                                       |